# 薩摩大口駅
薩摩大口駅（さつまおおくちえき）は、かつて鹿児島県大口市里（現・鹿児島県伊佐市大口里）に設置されていた、九州旅客鉄道（JR九州）の駅（廃駅）である。
大口市（当時）の中心駅であり、大きな木造駅舎があった。混合ホーム2面3線と切欠きホームの0番線（国鉄宮之城線廃止の際に、使用停止）の他、多くの側線を持った地上駅であった。当駅は水俣起点37.0 km（山野線）、川内起点66.1 km（宮之城線）の地点に位置しており、宮之城線の終点駅であった。
また、構内には吉松機関区薩摩大口機関支区があった。山野線はJR九州に継承されたが国鉄再建法により第2次特定地方交通線として廃止され、それに伴い1988年（昭和63年）2月1日に廃駅となった。

## 乗り入れていた路線
山野線と宮之城線が乗り入れていた要衝で、機関支区もあったように大きな構内であった。栗野方面への列車が比較的多かったほか、県中心部への連絡として、栗野（山野線）・川内（宮之城線）経由ともに西鹿児島（当時）まで直通する列車の設定があった。

## 歴史

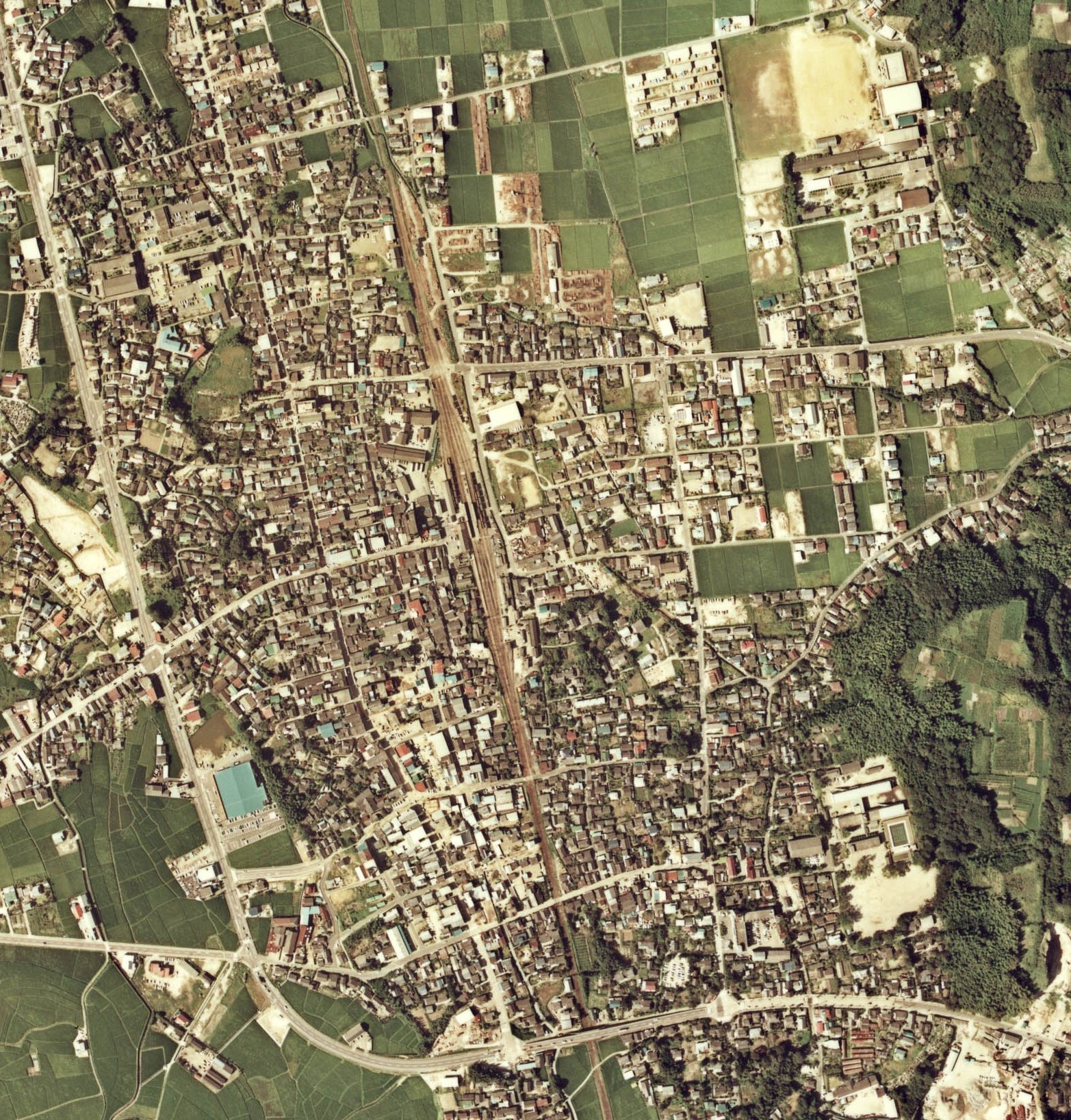
薩摩大口駅上空航空写真。上方が水俣駅方面、下方は栗野駅、川内駅方面。

- 1921年（大正10年）9月11日：山野軽便線の栗野 - 山野間の開通に伴い、開業[1]。
- 1937年（昭和12年）12月12日：宮之城線が薩摩永野から当駅まで延伸し、山野線との接続駅となる[2][3]。
- 1963年（昭和38年）：山野駅（山野線）と羽月駅（宮之城線）の貨物取り扱いを統合[1]。
- 1964年（昭和39年）：出水 - 宮崎間の準急「からくに」（1966年3月に急行格上げ、1972年3月に無名の快速に格下げ）の停車駅となる[1]。
- 1982年（昭和57年）11月15日：貨物の取り扱いを廃止[4]。
- 1984年（昭和59年）2月1日：荷物扱い廃止[4]。
- 1987年（昭和62年）
  - 1月10日：宮之城線（川内 - 薩摩大口間）が全線廃止となる[2]。
  - 4月1日：国鉄分割民営化により、JR九州に継承。
- 1988年（昭和63年）2月1日：山野線（水俣 - 栗野間）の全線廃止に伴い、廃駅となる[2]。

## 駅構造
単式・島式の混合ホーム2面3線および切欠きホームの0番線を含む計3面4線を有しており、構内に吉松機関区薩摩大口機関支区があったため多くの側線も有していた。また、当駅廃止時には宮之城線は既に廃止されていたため、宮之城線の発着ホームだった0番線は使用されていなかった。
廃止時まで直営駅だったため、薩摩大口駅長や駅員が配置されていた。

### のりば
| 番線 | 路線       | 方向 | 行先             | 備考                         |
| ---- | ---------- | ---- | ---------------- | ---------------------------- |
| 0    | ■ 宮之城線 | -    | 宮之城・川内方面 | （宮之城線廃線後は使用休止） |
| 1    | ■ 山野線   | 上り | 山野・水俣方面   |                              |
| 2・3 | ■ 山野線   | 下り | 栗野方面         |                              |

## 跡地
駅跡地は「大口ふれあいセンター」となっておりセンター内の「大口歴史民俗鉄道記念資料館」に山野線や宮之城線の資料が展示されている。また、屋外にも車掌車や腕木信号機にポイントなどが展示されている。宮之城線分岐までは単線並列だった。

## 隣の駅
九州旅客鉄道（JR九州）
山野線
郡山八幡駅 - 薩摩大口駅 - 西菱刈駅
日本国有鉄道
宮之城線
羽月駅 - 薩摩大口駅